# Metoxi

Strukturen hos metoxigruppen.

Metoxigruppen är en funktionell grupp som består av en metylgrupp bunden till en syreatom. Denna alkoxigrupp har formeln:
–O–CH3
Ordet används normalt för att beskriva en eter.
På en bensenring klassificerar Hammett-ekvationen en metoxisubstituent i para-positionen som en elektrondonerande grupp, men som en elektronbortdragande grupp om den är i meta-positionen. Vid orto-positionen kommer steriska effekter sannolikt att orsaka en signifikant förändring i Hammett-ekvationens prediktion som annars följer samma trend som para-positionen.

## Förekomst
De enklaste metoxiföreningarna är metanol och dimetyleter. Andra metoxietrar är anisol och vanillin. Många alkoxider innehåller metoxigrupper, som till exempel tetrametylortosilikat och titanmetoxid. Sådana föreningar klassificeras ofta som metoxider. Estrar med en metoxigrupp kan hänvisas till som metylestrar och COOCH3-substituenten kallas en metoxikarbonyl.

## Framställning

### Biosyntes
I naturen finns metoxigrupper på nukleosider som har varit föremål för 2'-O-metylering, till exempel i varianter av 5'-cap-strukturer kända som cap-1 och cap-2. De är också vanliga substituenter i O-metylerade flavonoider, vars bildning är katalyserade av O-metyltransferaser som verkar på fenoler, såsom katekol-O-metyltransferas (COMT). Många naturliga produkter i växter, som ligniner, framställs via katalys av caffeoyl-CoA O-metyltransferas.

### Metoxylering
Organiska metoxider framställs ofta genom metylering av alkoxider. Vissa arylmetoxider kan syntetiseras genom metallkatalyserad metylering av fenoler eller genom metoxylering av Arylhalider.

## Exempel
- Metoxietan
- Metoxipropan